# Westphalia, Missouri
Westphalia är en ort i Osage County i Missouri. Vid 2010 års folkräkning hade Westphalia 389 invånare.